# 尼爾斯堡 (加利福尼亞州)
尼爾斯堡（英語：Nielsburg）是位於美國加利福尼亞州普萊瑟縣的一個非建制地區。該地的面積和人口皆未知。

## 地理
尼爾斯堡的座標為38°57′26″N 121°02′00″W / 38.95722°N 121.03333°W，而該地的平均海拔高度為469米（即1539英尺）。